# Notropis
Notropis – rodzaj słodkowodnych ryb z rodziny karpiowatych (Cyprinidae).

## Klasyfikacja
Gatunki zaliczane do tego rodzaju:
| - Notropis aguirrepequenoi - Notropis albizonatus - Notropis alborus - Notropis altipinnis - Notropis amabilis - Notropis amecae - Notropis ammophilus - Notropis amoenus - Notropis anogenus - Notropis ariommus - Notropis asperifrons - Notropis atherinoides - Notropis atrocaudalis - Notropis aulidion - Notropis baileyi - Notropis bairdi - Notropis bifrenatus - Notropis blennius - Notropis boops - Notropis boucardi - Notropis braytoni - Notropis buccula - Notropis buchanani - Notropis cahabae - Notropis calabazas - Notropis calientis - Notropis candidus - Notropis chalybaeus - Notropis chihuahua - Notropis chiliticus | - Notropis chlorocephalus - Notropis chrosomus - Notropis cumingii - Notropis cummingsae - Notropis dorsalis - Notropis edwardraneyi - Notropis girardi - Notropis grandis - Notropis greenei - Notropis harperi - Notropis heterodon - Notropis heterolepis - Notropis hudsonius - Notropis hypsilepis - Notropis imeldae - Notropis jemezanus - Notropis leuciodus - Notropis longirostris - Notropis lutipinnis - Notropis maculatus - Notropis marhabatiensis - Notropis mekistocholas - Notropis melanostomus - Notropis micropteryx - Notropis moralesi - Notropis nazas - Notropis nubilus - Notropis orca - Notropis ortenburgeri - Notropis oxyrhynchus | - Notropis ozarcanus - Notropis percobromus - Notropis perpallidus - Notropis petersoni - Notropis photogenis - Notropis potteri - Notropis procne - Notropis rafinesquei - Notropis rubellus - Notropis rubricroceus - Notropis rupestris - Notropis sabinae - Notropis saladonis - Notropis scabriceps - Notropis scepticus - Notropis semperasper - Notropis shumardi - Notropis simus - Notropis spectrunculus - Notropis stilbius - Notropis stramineus - Notropis suttkusi - Notropis telescopus - Notropis texanus - Notropis topeka - Notropis tropicus - Notropis uranoscopus - Notropis volucellus - Notropis wickliffi - Notropis xaenocephalus |

Gatunkiem typowym jest Notropis atherinoides.

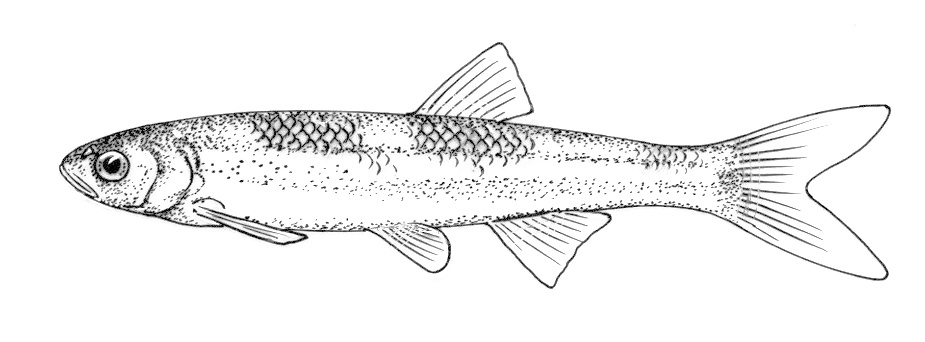
Notropis amoenus
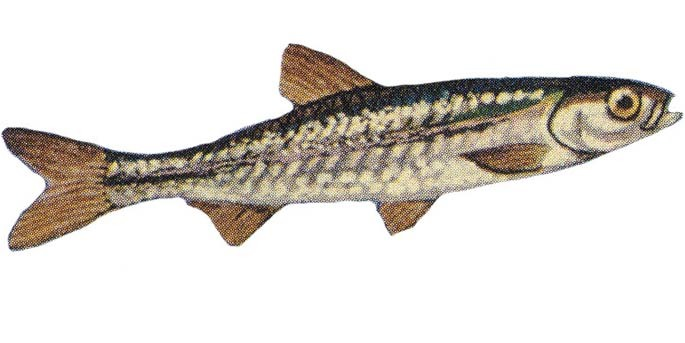
Notropis atherinoides
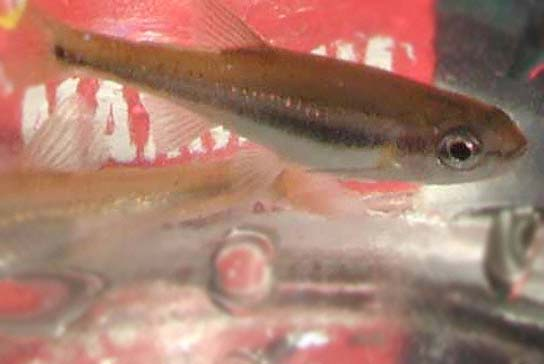
Notropis boops
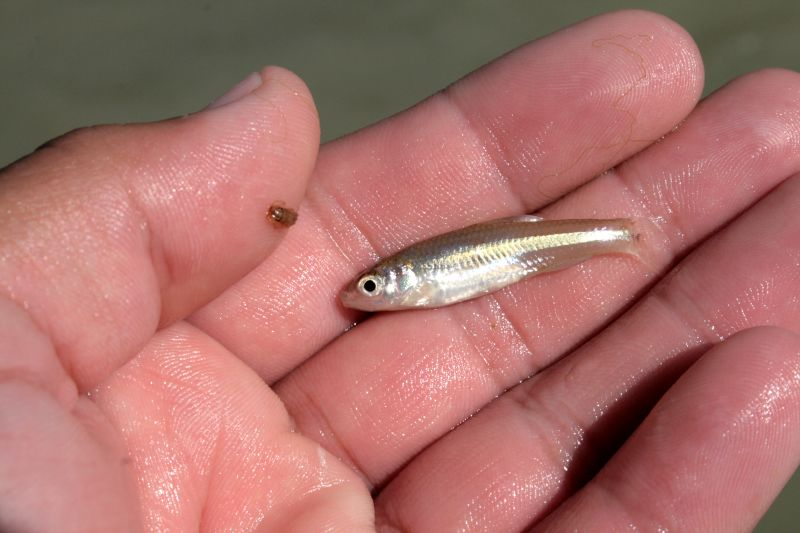
Notropis braytoni
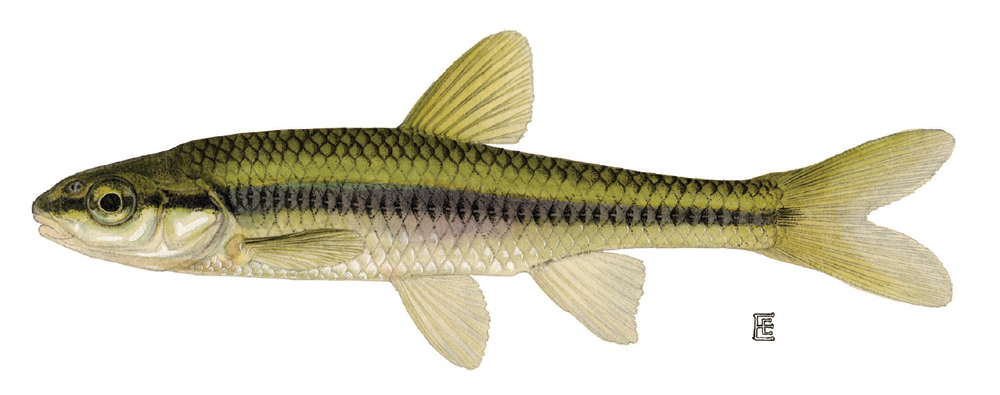
Notropis heterolepis
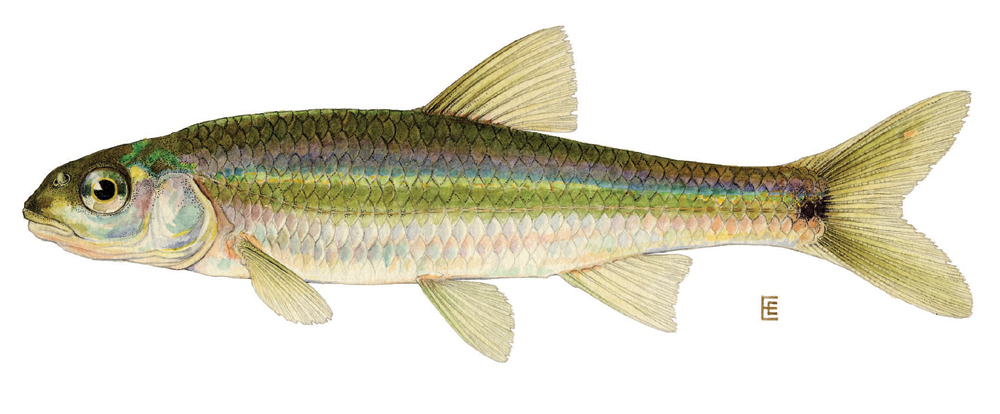
Notropis hudsonius
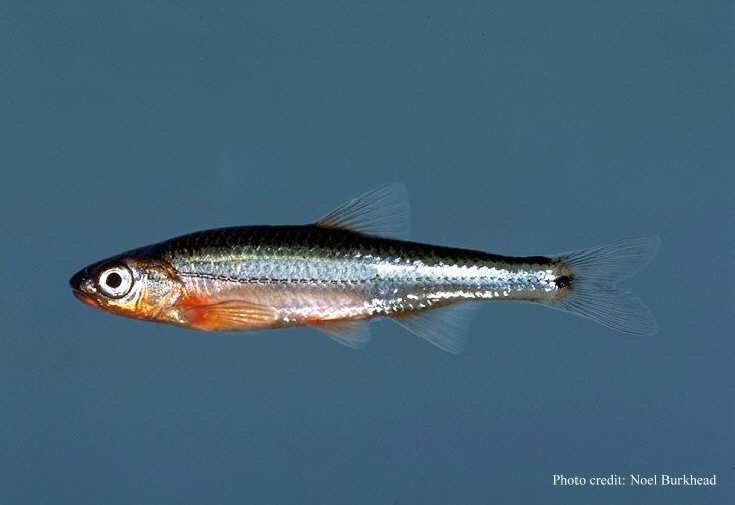
Notropis leuciodus
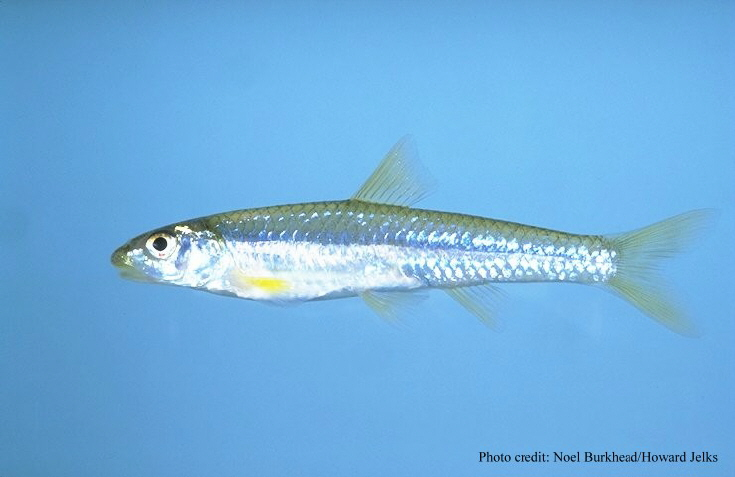
Notropis longirostris
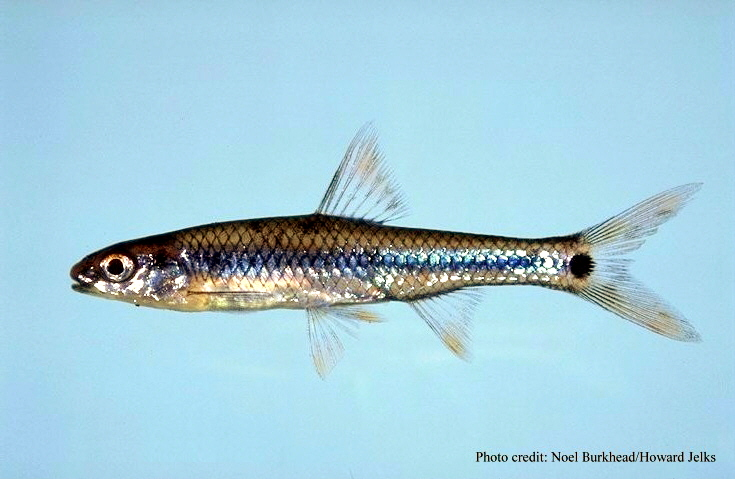
Notropis maculatus
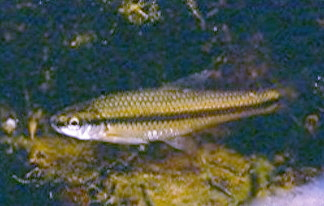
Notropis mekistocholas
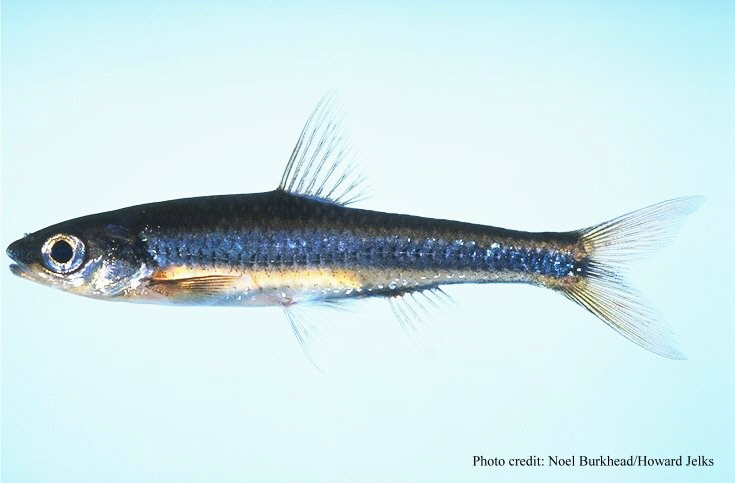
Notropis petersoni
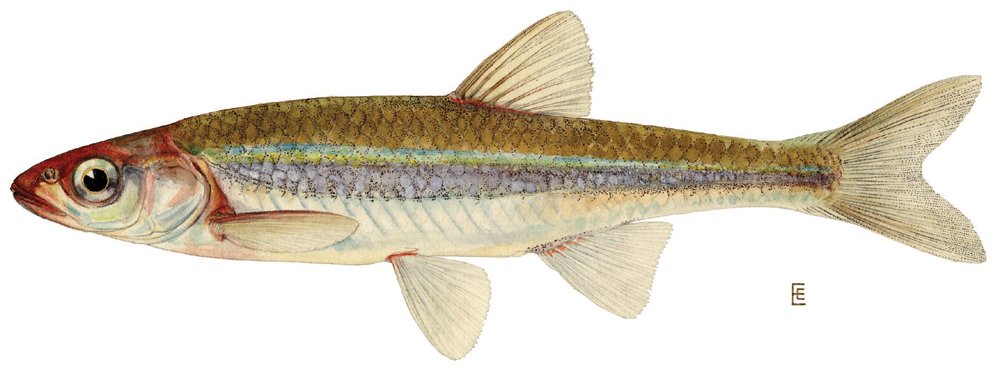
Notropis rubellus
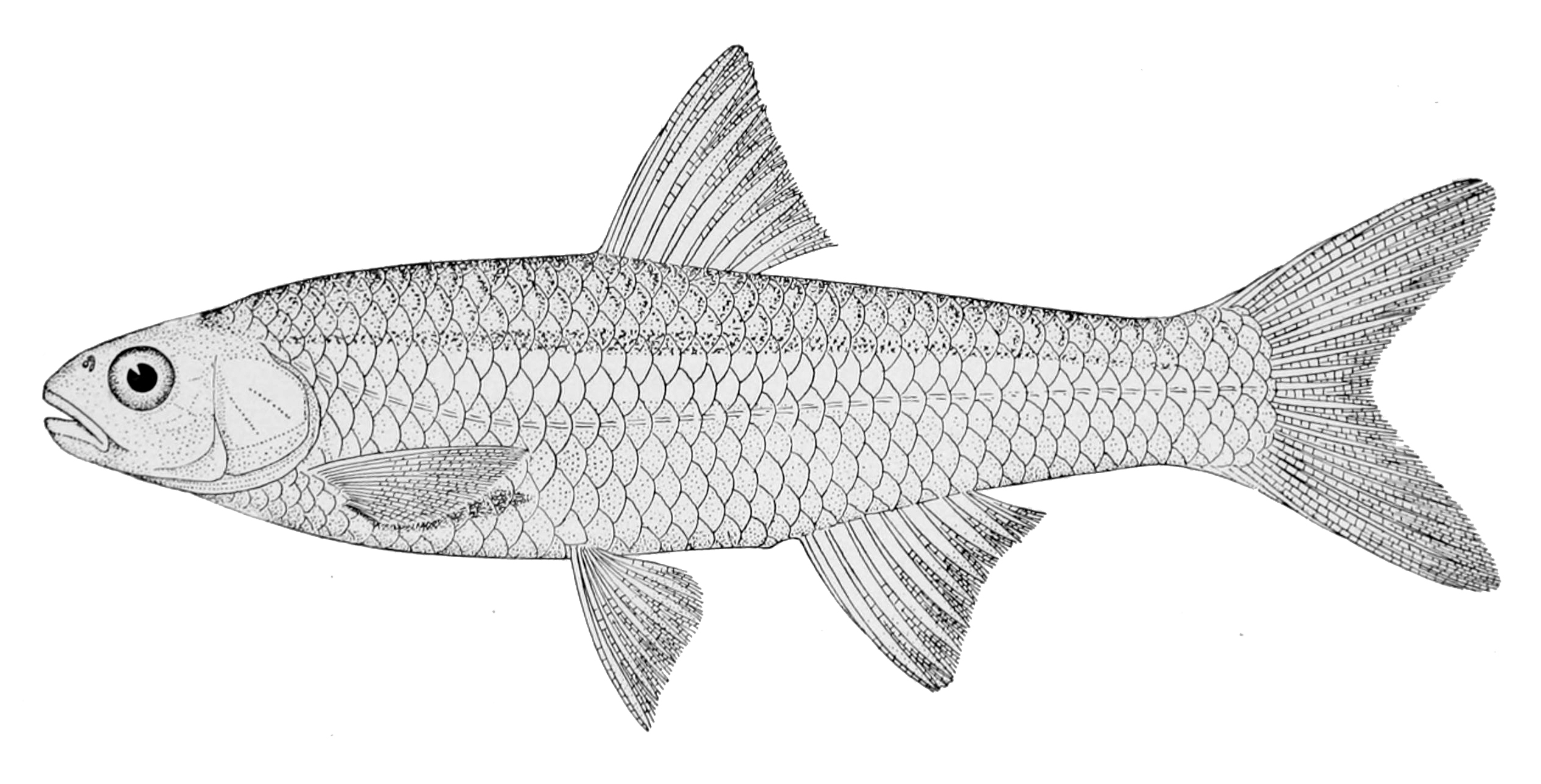
Notropis shumardi
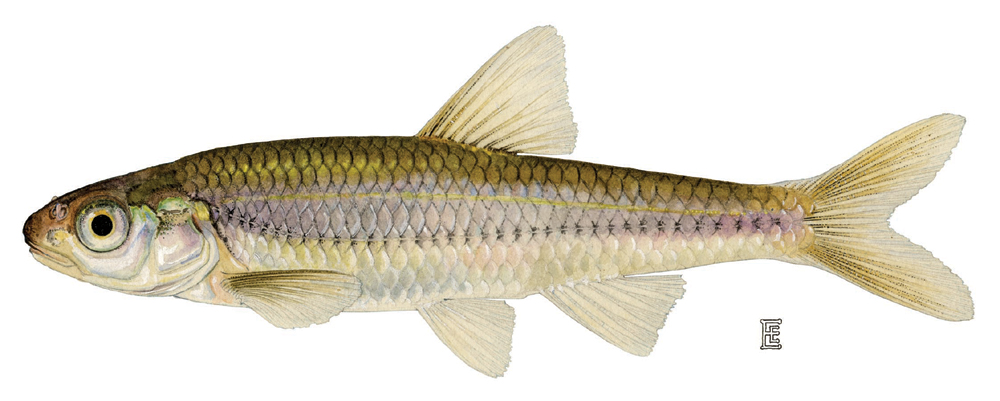
Notropis stramineus
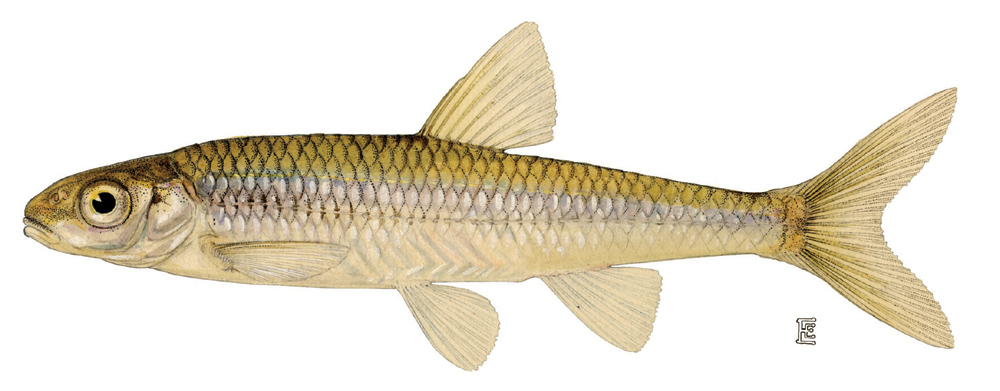
Notropis volucellus
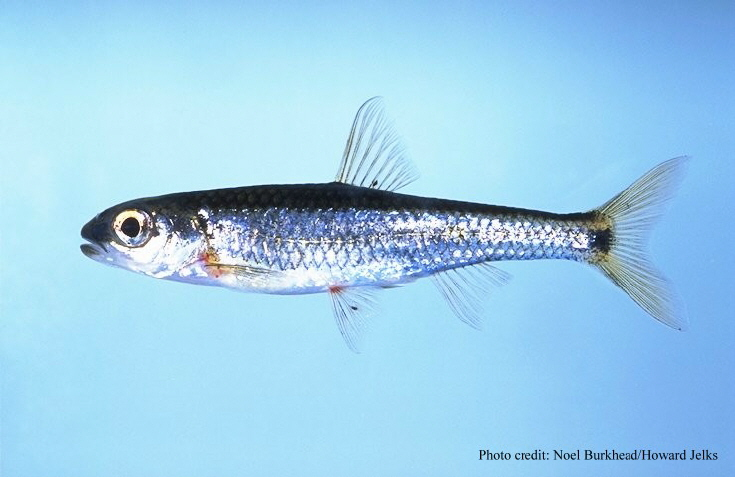
Notropis xaenocephalus